# Ludovika de Marillac
Ludovika de Marillac (francosko Louise de Marillac ali Louise Le Gras), francoska plemkinja, usmiljenka, redovna ustanoviteljica usmiljenk in svetnica, * 12. avgust 1591, Ferrières–en–Brie, † 15. marec 1660, Pariz.
Skupaj s svetim Vincencijem Pavelskim je ustanovila Družbo hčera krščanske ljubezni (usmiljenke).

## Življenjepis

### Začetki in mladost: Vzgoja nezakonske deklice (1591–1613)
Ludovika de Marillac je vse svoje življenje preživela v regiji Île–de–France. 
V stari auvergnski rodbini, v kateri je dosegel plemstvo šele njen ded Viljem de Marillac (1518–1573), generalni finančni nadzornik, se je rodila 12. avgusta 1591 v Ferrières–en–Brie. Ludvik I. de Marillac, »vitez, gospod Ferrières–en–Brie in Villiers–Adam, praporščak« /…/, jo je v notarsko overjeni listini, podpisani tri dni pozneje, priznal za svojo »naravno hčer« (to je biološko hčer) in ji dodelil rento, vendar ime njene matere ni navedeno v nobenem znanem dokumentu. Ko se je Ludvik I. de Marillac 15. januarja 1595 ponovno poročil, je verjetno že dal štiriletno Ludoviko v internat v kraljevem samostanu v Poissyju.
Tam so dominikanke mladi Ludoviki in njenim tovarišicam omogočile izobrazbo, ki so jo običajno dobila plemiška dekleta: spoznavati Boga, brati, pisati in slikati. Pod vodstvom ene od svojih tet, Ludovike de Marillac, prve v svojem rodu (1556–1629), je dobila tudi temeljito humanistično izobrazbo. V tem času se je Ludovika najverjetneje seznanila z duhovnostjo slavne svete Katarine Sienske, kar se je pozneje poznalo v njenih duhovnih spisih.
Nekaj let pozneje, verjetno po smrti Ludvika I. de Marillac 25. julija 1604, jo je njen stric in vzgojitelj Mihael de Marillac (1560–1632) namestil v pariški dom za mlade plemkinje. Tam se je naučila voditi gospodinjstvo in uživala ozračje katoliške reforme, ki je zajela pobožni Pariz.
Nato je obiskovala kapucinke v predmestju Saint–Honoré, »hčere Križa«. Želela je postati ena od njih in se je zaobljubila, da bo služila Bogu in bližnjemu.
Mihael de Marillac, nekdanji pripadnik lige, je postal vodja za peticije v pariškem parlamentu in pripadnik pobožne stranke. Dejavno je sodeloval pri ustanovitvi reformiranega Karmela v Franciji ter se vztrajno gibal v krogu madame Acarie. Tam je spoznal Petra Berulla (1575–1629) in Honoréja de Champignyja (1568–1624). Ta je bil leta 1612 izvoljen za provinciala kapucinov. Glede na Ludovikino šibko zdravje ji je svetoval, naj ne postane kapucinka, ter ji zatrdil, da ima Bog zanjo »drug načrt«.
Ludoviko je na duhovni poti kmalu spremljal bratranec msgr. Janez Peter Camus (1584–1652), škof v Belleyju, velik prijatelj Frančiška Saleškega in nečak Ludvika de Marillac. Kljub njegovi dolgotrajni odsotnosti (tridentinski koncil je zahteval, da škofje prebivajo v svoji škofiji) se je Ludovika zelo navezala na tega vsestranskega Božjega moža. Med številnimi pobožnimi romani, ki jih je objavil msgr. Camus, jih je nekaj namenjenih »predstavitvi božje ljubosumnosti s pravičnimi kaznimi, ki jih Bog naloži tistim, ki mu s silo ali zvijačo skušajo iztrgati iz rok njegove neveste«.

### Leta zakona: Zakonska sreča in duhovni pomisleki (1613–1625)
Mihael de Marillac in njegov svak Oktavijan II. Doni d'Attichy († 1614) florentinskega rodu sta v Ludoviki videla novo priložnost za približevanje oblásti in odločila, naj se poroči s tajnikom kraljice-matere Marije Medičejske.
Tako se je Ludovika de Marillac 5. februarja 1613 v cerkvi sv. Gervazija poročila z Antonom Le Gras (1577–1625) iz stare montferrandske družine, ki je pozneje postala plemiška. Čeprav je trdil, da je v sorodu s plemiči Le Gras, katerih ime in grb je nosil namesto imena in grba svojih prednikov, so njegovo ženo imenovali »gospodična« (mademoiselle), kar je bil v tistem času naziv, rezerviran za žene in hčere plemičev brez naslova.
Oktobra je mlada žena prezgodaj rodila sina, ki je 18. oktobra 1613 dobil ime Mihael Le Gras. Toda sreča družine je bila kratkotrajna: leta 1622 je Anton hudo zbolel. Ludovika je mislila, da jo Bog zaradi te bolezni kaznuje, ker ni spolnila, kar je obljubila v mladosti; doživljala je dolgo obdobje depresije in duhovne teme.
Na binkoštni dan leta 1623, ko je molila v cerkvi sv. Nikolaja, pa se je njen duh razsvetlil in dvomi so se v trenutku razblinili. Z lističa, kjer piše o tej »binkoštni luči« in ki ga je nosila s seboj do konca življenja, izvemo, da je tistega dne dobila gotovost, da je njeno mesto ob moževi postelji in da bo prišel čas, ko bo lahko naredila zaobljube, živela v skupnosti in našla novega duhovnega spremljevalca. Konec leta 1624 ali v začetku leta 1625 je spoznala Vincencija Pavelskega, ki je ob koncu misijonov, ki jih je pridigal v številnih Gondijevih župnijah, ustanavljal bratovščine krščanske ljubezni in s pomočjo Gondijevih kmalu ustanovil Misijonsko družbo, znano kot lazaristi.
Anton Le Gras, ki je zbolel za tuberkulozo, je umrl 21. decembra 1625, Ludovika in 12–letni Mihael pa sta se znašla v negotovem ekonomskem položaju. Kljub temu je Ludovika namestila sina v internat v Saint–Nicolas–du–Chardonnet. Postal je odvetnik v parlamentu in nato 25. junija 1652 »kraljev svetovalec na pariškem denarnem uradu«. Poročil se je z Gabrijelo Le Clerc, hčerko Nikolaja Le Clerc, graščaka iz Chennevièresa.

### Zgodnja leta pod vodstvom Vincencija Pavelskega (1625–1633)
Od leta 1625 do 1629 je Vincencij Pavelski (imenovan tudi »gospod Vincencij«), ki je bil v Parizu, postopoma uspel usmeriti gospo Le Gras k zveličanju drugih in ne v lastno pobožnost ali materinsko skrb – tako zelo, da jo je v pismu z dne 6. maja 1629 slovesno imenoval za svojo poslanko pri gospeh krščanske ljubezni, medtem ko je usoda v družini Marillac terjala svoj davek.
Gospe krščanske ljubezni so izhajale iz plemstva in meščanstva. Svoj čas so namenjale telesnemu in duhovnemu služenju ubogim, vendar so nekatere pošiljale svoje služabnice, da so jim kuhale, namesto da bi same pripravljale hrano. Ludovika, ki je običajno prišla z oblačili in zdravili, je zbrala gospe, jim prisluhnila in jih spodbudila, da so v ubogih, ki so jim služile, videle Kristusa. Pregledala je račune in usposobila vzgojiteljice za poučevanje deklet. Od takrat se je razkrivala njena osebnost, saj je premagovala telesne težave in tesnobo ter potovala po župnijah, da bi organizirala ali okrepila bratovščine.
Medtem je Mihael de Marillac, ki je bil 1. junija 1626 imenovan za varuha pečatov, po smrti kardinala Petra Bérulla (2. oktobra 1629) postal vodja pobožne stranke, njegov polbrat Ludvik II. de Marillac pa je bil 3. junija 1629 povišan v maršala.
Od obleganja mesta La Rochelle (avgust 1627 – oktober 1628) je bilo njuno nasprotovanje politiki kardinala Richelieuja očitno. To nasprotovanje je povzročilo njun propad na znamenitem dnevu »opeharjenih« (11. oktobra 1630). Maršal in kancler sta bila aretitana in v hišnem priporu. Maršala so obtožili poneverbe. Sodišče, ki je bilo v celoti naklonjeno Richelieuju, pa ga je obsodilo na smrt in 10. maja 1632 javno obglavilo na Trgu Grève. Kancler je bil zaprt v trdnjavi Châteaudun, kjer je umrl 7. avgusta 1632, potem ko je prevedel Jobovo knjigo in začel pisati Razpravo o večnem življenju.
Medtem je Ludovika de Marillac 5. februarja 1630, ko je obiskala bratovščino krščanske ljubezni v Asnièresu in se pripravljala na obisk bratovščine v Saint–Cloudu, želela proslaviti obletnico svoje poroke z obiskom maše. Med prejemanjem obhajila je doživela mistično poroko s Kristusom, o kateri je kmalu zatem pripovedovala z naslednjimi besedami: »Zdelo se mi je, da mi naš Gospod daje misliti, da ga sprejemam kot sozakonca svoje duše.« Kmalu je to izkušnjo delila z drugimi. 19. februarja 1630 ji je gospod Vincencij, ki se je vračal z misijona v Suresnesu, poslal Marjeto Naseau, mlado kravjo pastirico iz te vasi, ki se je naučila brati, da je poučevala tamkajšnjo mladino, in ki se je ponudila v službo ubogim. Za razliko od pariških pobožnih deklet se to mlado dekle ni balo sprejeti konkretnih obveznosti.  

### Od ustanovitve Družbe hčera krščanske ljubezni (1633–1660)
Marjeta Naseau, ki je skrbela za bolnike s kugo, je kmalu zatem, 24. februarja 1633, umrla, vendar so njeno delo že prevzele druge kmečke žene. 29. novembra 1633 jih je Ludovika v dogovoru z Vincencijem zbrala pod svojo streho, da bi jih vzgajala. Tako so se začele ustanavljati hčere krščanske ljubezni (usmiljenke). 25. marca 1642 so se Ludovika in štiri prve sestre zaobljubile, da se popolnoma posvetijo služenju Kristusu v osebi ubogih.
Ludovika in Vincencij sta tesno sodelovala in se s pomočjo nove družbe, ki sta jo skupaj ustanovila, odzvala na prošnje najbolj ubogih v tistem času: vzgoja zapuščenih otrok, pomoč žrtvam tridesetletne vojne in fronde, skrb za bolnike na domu ali v bolnišnicah, pomoč obsojencem na galejah in duševno prizadetim, vzgoja kmečkih deklet, sodelovanje pri ustanovitvi hospica Svetega Jezusovega imena in Glavne bolnišnice v Parizu. Nič ni ustavilo teh novih sester, ki niso zaprte v klavzuri, teh deklet »na prostem«, katerih koprena je bila »sveta skromnost«, katerih samostan so bile hiše bolnikov, celica najeto stanovanje, samostanski križni hodnik pa mestne ulice ali bolnišnični oddelki – in njihovo geslo: »Ljubezen križanega Jezusa nas priganja«.
Ludovika je postopoma pošiljala ali ustanavljala nove skupnosti povsod, kjer se je pokazala potreba: v skoraj tridesetih mestih v Franciji in celo na Poljskem: Pariz, Richelieu, Angers, Sedan, Nanteuil–le–Haudouin, Liancourt, Saint–Denis, Serqueux, Nantes, Fontainebleau, Montreuil, Chars, Chantilly, Montmirail, Hennebont, Brienne, Étampes, Varšava, Bernay (Eure), Sainte–Marie–du–Mont, Cahors, Saint–Fargeau, Ussel, Calais, Metz in Narbonne.
Leta 1657 je Vincencij Pavelski pohvalil Ludoviko, češ da je že več kot 20 let »kot mrtva«, vendar je umrla šele 15. marca 1660, nekaj mesecev pred njim, stara 69 let. Njeno truplo, ki je bilo najprej pokopano v cerkvi sv. Lovrenca v Parizu, zdaj počiva v kapeli sedanje materne hiše hčera krščanske ljubezni na Rue du Bac 140 v Parizu.

## Beatifikacija in kanonizacija
Ludoviko de Marillac je papež Benedikt XV. razglasil za blaženo 9. maja 1920, papež Pij XI. pa za svetnico 11. marca 1934. Kot pogoj za kanonizacijo sta bila predložena dva primera čudežnih ozdravitev na priprošnjo blažene Ludovike, prvi iz Pariza, drugi iz Palerma. Izvedena sta bila dva apostolska procesa, po katerih so primer iz Palerma po strogi razsodbi izključili, namesto njega pa predložili primer iz Ljubljane. Obravnavana čudeža sta sledeča:
- Francoska usmiljenka, sestra Thérèse-Marie-Catherine Darracq je od leta 1908 trpela za Pottovo boleznijo in je zaradi zapletov s tuberkuloznim spinalnim meningitisom strašno trpela 15 let. Noge so ji oslabele, postopoma celo ohromele, vsak dan je bila vse šibkejša in kazalo je na to, da bo kmalu nastopila smrt. Zdravniki so pri tem izčrpali vse možnosti zdravljenja. Bolníca je s svojimi sosestrami začela dvojno devetdnevnico k blaženi Ludoviki. 28. maja 1920 zjutraj – to je bilo 19 dni po beatifikaciji – se je njeno stanje izboljšalo. Okoli 10-ih je sestra Thérèse nenadoma začutila, da ne čuti več bolečine in da ima v sebi kakor nov tok življenja. Zapustila je posteljo in popolnoma ozdravljena šla sama, brez pomoči v samostansko kapelo. Od takrat strokovnjaki uradno priznavajo, da bolezen ni več prisotna.
- Slovenska usmiljenka, sestra Veronika Hočevar (svetno ime Neža), doma iz Hinj pri Žužemberku, je leta 1904, stara 23 let, čutila, da jo sveti Vincencij Pavelski sam kliče v red usmiljenk. Vse od časa noviciata je bolehala in zdravniki so ji diagnosticirali nagnjenost k tuberkulozi, ki se je med odraščanjem kazala kot tuberkulozna, hilarna, peribronhialna in mediastinalna bolezen žlez, s tuberkuloznim vnetjem poprsnice. Pridružile so se ji pleuroperikardialne adhezije z insuficienco srčne mišice, ki so – enoglasno ocenjene kot neozdravljive – ogrožale njeno življenje. Prišlo je tako daleč, da je onemogla in brez sape zelo težko dihala; pogosta obdobja s pospešenim bitjem srca so strašno preizkušala in postopoma slabila  celotno njeno bitje, tako da je izgubila vsako upanje. Tako so se konec leta 1925 ona in sosestre soglasno zatekle k priprošnji blažene Ludovike. 21. januarja 1926, na zadnji dan devetdnevnice, je ob 5-ih popoldne sestra Veronika čutila, da je smrt blizu. Nato pa, kot da jo je privlačila nevidna sila, je želela prejeti blagoslov z Najsvetejšim v samostanski kapeli. Tam je v trenutku ozdravela. Od takrat je lahko opravljala tudi težka dela, ki so ji bila pred tem povsem nemogoča, njeno zdravstveno stanje pa je ostalo odlično. To ozdravitev je nekaj let kasneje v Ljubljani zelo natančno preiskala posebna komisija zdravnikov in teoloških strokovnjakov, njihovi izsledki pa so bili potem oddani v Rim, kjer jih je kongregacija pregledala in priznala ozdravitev za čudežno.

Papež Janez XXIII. je Ludoviko leta 1960 razglasil za zavetnico socialnih del. Po stari različici rimskega martirologija je bil njen god 15. marca. Ker pa je ta praznik padel sredi postnega časa, je Kongregacija za zadeve svetnikov zahtevala spremembo, ki je bila sprejeta. Rimskokatoliška cerkev se danes spominja svete Ludovike de Marillac 9. maja, na dan njene beatifikacije.